# Kellett Island
Kellett Island (chinesisch 奇力島 / 奇力岛, Pinyin Qílì Dǎo, Jyutping Kei4lik6 Dou2) ist eine ehemalige Insel im Victoria Harbour in Hongkong. Seit dem Bau des Cross-Harbour Tunnels ist Kellett Island in den Küstenverlauf von Hong Kong Island integriert.
Auf Kellett Island befinden sich der Sitz des Royal Hong Kong Yacht Clubs und die südliche Einfahrt in den Cross-Harbour Tunnel auf der Insel Hongkong, der einen Teil der Stadtautobahn Route 1 bildet.

## Geschichte
Nach der britischen Übernahme von Hong Kong Island wurde auch eine nahe Insel beansprucht, die sich etwas nördlich von East Point im Victoria Harbour befand. Die Insel wurde nach dem Marineoffizier Henry Kellett als Kellett Island benannt. 1841 wurde eine militärische Wehranlage der Royal Navy errichtet, die 1854 um drei Küstengeschütze erweitert wurde. Nachdem 1860 auch Kowloon an die Briten gefallen war, sank die strategische Bedeutung und die Wehranlage wurde hauptsächlich als Lager für Munition und Schießpulver eingesetzt.
1938 wurde die Anlage an den Royal Hong Kong Yacht Club übergeben, der auf der Insel ein neues Clubhaus baute. Das neue Gebäude wurde 1940 eröffnet und ersetzte das frühere Clubhaus in North Point, das sich nach Landaufschüttung nicht mehr unmittelbar am Victoria Harbour befand. 1951 bis 1952 wurde ein Damm zwischen Kellett Island und Causeway Bay gebaut, sodass die Insel nun auch über den Landweg erreicht werden konnte. Für den Bau des Cross-Harbour Tunnels 1969 bis 1972 wurde Kellett Island durch Landgewinnung in den Küstenverlauf von Hong Kong Island integriert. Die Tunneleinfahrt befindet sich südlich und östlich der ehemaligen Insel. Durch das neu gewonnene Land steht dem Yachtclub auch zusätzliche Nutzfläche zur Verfügung, die unter anderem als Trockenliegeplatz genutzt wird.
Auf dem neuen Landstück zwischen Tunneleinfahrt und Causeway Bay wurde 1982 der Police Officers' Club eröffnet, eine Erholungsanlage für Clubmitglieder.

Kellett Island – Historische Spuren in Hongkong
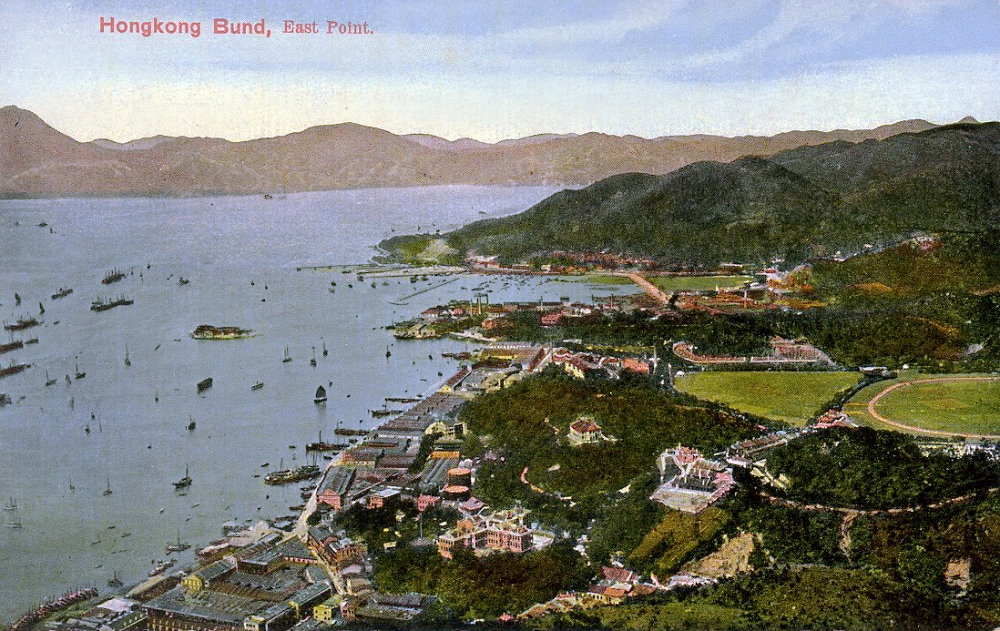
Postkarte aus 1900 – Mit Kellett Island als Motiv
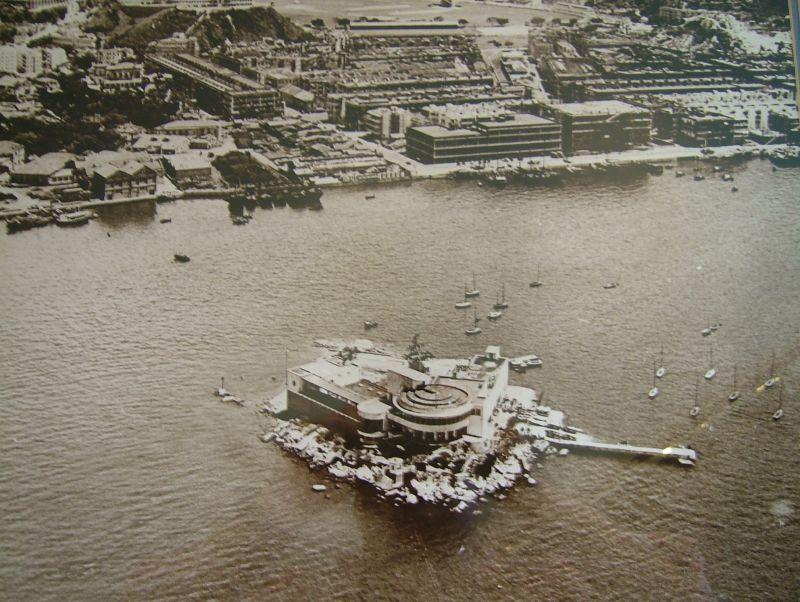
Kellett Island (1948)
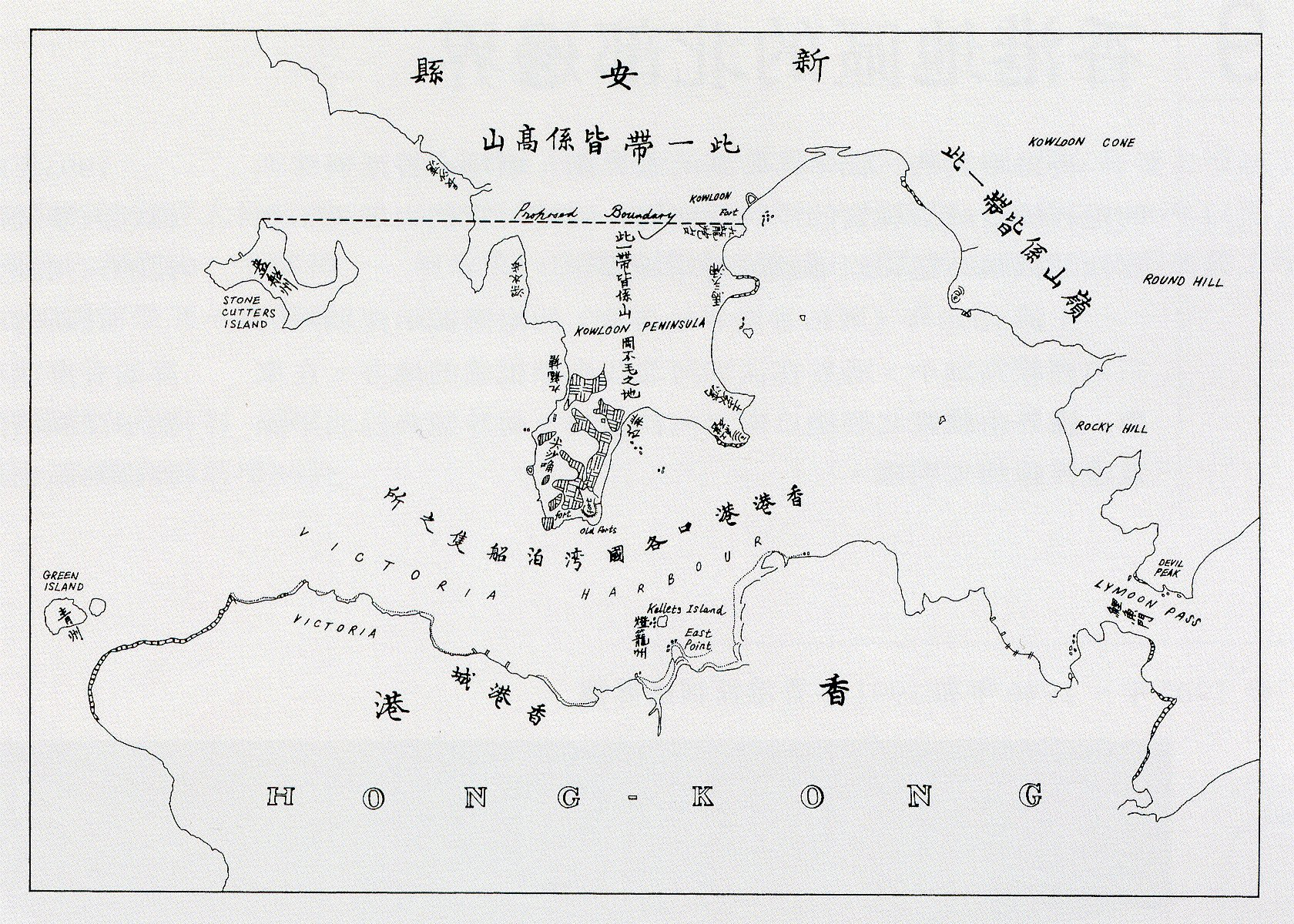
Karte vom 1860 mit Kellett Island[Fn 2]
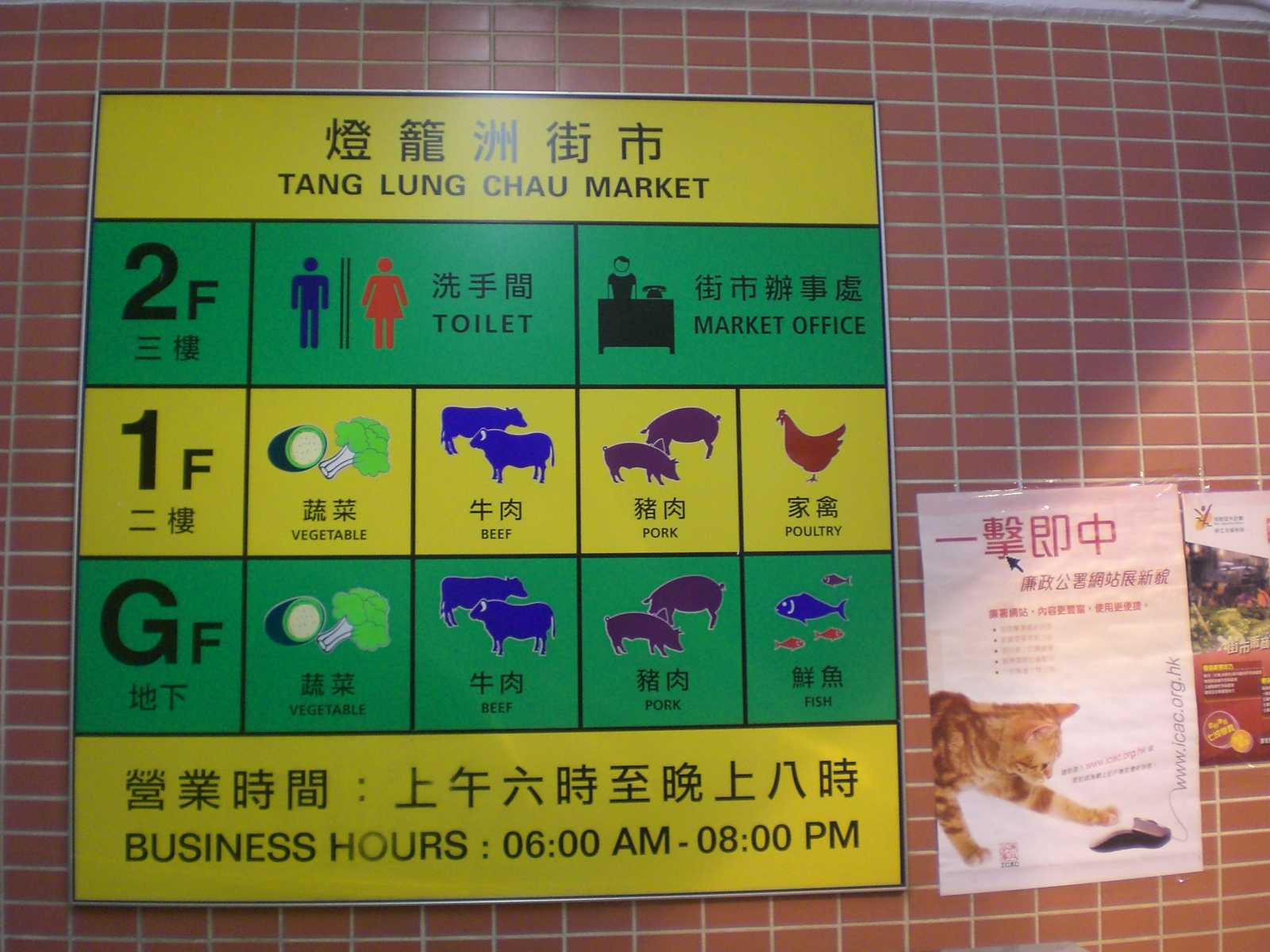
Tang Lung Chau-Market[Fn 3] (2008)

1991 wurde auf Kellett Island in der Nähe des Yachtclubhauses eine vergrabene Keramikurne mit Kupfermünzen entdeckt, die auf die Sui-, Tang- und Song-Dynastie datiert wurden (581–1279). Der Yachtclub übergab den Fund an das Hongkonger Amt für Antiquitäten und Denkmäler (Antiquities and Monuments Office).